# Thomas Korte
Thomas Korte (* 22. Januar 1957 in Frankfurt am Main) ist ein deutscher Puppenspieler.

## Leben
Er ist der Sohn des Schauspielers Hans Korte. Thomas Korte war von 1978 bis 2005 Gesellschafter und Puppenspieler des Klappmaul Theaters.
Seit 2005 hat er ein Engagement an der Oper Frankfurt.

## Theaterstücke

### Klappmaultheater
als Puppenspieler:
- Ich auch (1983, 1985–1987, 1990)
- Ein Frosch lernt fressen (1978, 1983–1985, 1987–1988, 1997–1998)
- Hau ab, du Zwerg (1978, 1983–1984)
- Die Nähmaschine (1983–1986, 1988, 1991, 1994, 1997)
- Emmchen und Üpsilon (1984)
- Drunter und Drüber (1984–1985, 1987, 1989)
- Zum Kuckuck mit der Angst (Regie) (1985–1986, 1988, 1990)
- Ich glaub es geht los (1986–1987)
- Mimi Eckstein (1988)
- Hemden mögen's heiß (1988, 1990, 1991)
- Mach doch mal die Klappe (1989)
- Der kleine Waschlappen (2001)
- Blaue Stunde im Grünen Gürtel (2003)[2][3]
- 2004 Sofadämmerung (als Puppenspieler und Bühnenbildner)[4]

### Oper Frankfurt
- 2009 Dornröschen, Puppenspieler[5]
- 2011 Tosca, Puppenspieler[6]

### CD
- 1979-1982 „Platten-Trilogie“, Klappmaul Theater, 2006, Mörfelden-Walldorf : Dickworz-Bladde-Verlag, DWCD 0906. DNB 982441010